# Ланглейд (окръг, Уисконсин)
Окръг Ланглейд (на английски: Langlade County) е окръг в щата Уисконсин, Съединени американски щати. Площта му е 2300 km², а населението - 19 491 души (1 април 2020). Административен център е град Антиго.